# Francisco Takeo
Luis Francisco Takeo Justiniano (Santa Cruz de la Sierra, 13 maggio 1966) è un ex calciatore boliviano, di ruolo centrocampista.

## Caratteristiche tecniche
Centrocampista, giocava come trequartista.

## Carriera

### Club
Dopo aver militato nell'Academia Tahuichi, Takeo ebbe l'occasione di debuttare in Liga del Fútbol Profesional Boliviano nel 1983 con il Real Santa Cruz, giocando una partita. Nel medesimo anno, a campionato già concluso, fu acquistato dal Bolívar di La Paz, campione nazionale. Vestendo la maglia numero 10, nel 1985 Takeo vinse il suo primo titolo boliviano, successo replicato poi nel 1987 e nel 1988.
Nel 1989 firmò per il Destroyers di Santa Cruz: vi giocò fino al torneo del 1990, ottenendo la cessione all'Oriente Petrolero, che nel 1990 aveva vinto la LFPB. Con la formazione bianco-verde rimase fino al 1994, partecipando alla Coppa Libertadores 1991 e alla Coppa CONMEBOL 1994, segnando una rete contro l'Universidad de Chile in quest'ultima competizione. Nel campionato del 1995 giocò per il Wilstermann, mentre nella stagione 1997 figurò nella rosa dell'Independiente Petrolero.
Nel 1998 prese parte al campionato nazionale con due squadre: dapprima il Real Santa Cruz, e in seguito l'Oriente Petrolero. Nel 1999 fu acquistato dal Destroyers; nel medesimo anno l'allenatore Walter Roque lo portò al Deportivo Táchira, squadra venezuelana, ove Takeo rimase alcuni mesi. Nel 2000 disputò la sua ultima stagione, ritirandosi al termine del campionato giocato con l'Oriente Petrolero.

### Nazionale
Nel 1987 fece il suo esordio in Nazionale maggiore. Nel 1989 venne incluso nella lista per la Copa América. Debuttò nella competizione il 10 luglio a Goiânia contro l'Argentina, venendo impiegato come centrocampista titolare. Questa rimase la sua unica presenza in Coppa America; il 20 agosto 1989 giocò a La Paz contro il Perù nell'incontro valido per le qualificazioni al campionato mondiale di calcio 1990.

## Palmarès

### Club

#### Competizioni nazionali
- Campionato boliviano: 3

Bolívar: 1985, 1987, 1988